# Aulana sumatrana
Aulana sumatrana är en tvåvingeart som först beskrevs av Meijere 1916.  Aulana sumatrana ingår i släktet Aulana och familjen vapenflugor. Inga underarter finns listade i Catalogue of Life.